# Ebichu
Pour le groupe féminin japonais, voir Shiritsu Ebisu Chugaku.
Oruchuban Ebichu (おるちゅばんエビちゅ, ebichu de gouvernante) est un anime produit par Gainax et réalisé par Makoto Moriwaki, d'après le manga de Risa Ito. Son style graphique très particulier rappelle celui du long-métrage Mes voisins les Yamada.  Il fut diffusé à la télévision japonaise entre le 1er août et le 30 septembre 1999 dans le cadre de l’anime ai no awa awa hour (アニメ愛のあわあわアワー), une série de 24 épisodes.

## Histoire
Ce japanimé comique relate l'histoire d'une hamster femelle doué de parole, nommée Ebichu, qui en sus de ses attributions de hamster de ménage (elle fait la lessive, la cuisine…) gouvernante essaye d'aider sa "maîtresse" - goshujin-sama en japonais - à se marier. Cette dernière, jeune employée de type OL (office lady), a en effet vingt-cinq ans passé. Or cet âge est, dans la culture japonaise, considéré comme âge limite conventionnel pour qu'une femme se marie, avant qu'elle ne soit considérée comme une vieille fille. Ebichu tente également d'éloigner sa maîtresse de son petit ami, Kaishonashi ("loque inutile") qui ne perd pas une occasion pour la tromper, quand il ne lui dérobe pas son argent pour jouer au pachinko ou se saouler. les autres personnages sont Maa Kun, Lady Hanabataki. il y a un ami de goshujin-sama.

## Commentaires
- Il est réservé à un public adulte, le ressort comique de la série résultant principalement des mauvais traitements infligés à Ebichu, et des nombreuses allusions au sexe : attributs féminins et pratiques sexuelles débridées sont soit évoqués dans les dialogues, soit clairement montrés à l'écran dans les limites absolues de la censure japonaise.

- Les fans de la série comparent souvent Ebichu à Hamtaro, comme étant son parfait opposé. Ce dernier mettant en scène un hamster dans des aventures beaucoup plus enfantines.

## Fiche technique
- Année : 1999
- Réalisation : Hideaki Anno
- Character design : Sachiko Oohashi
- Directeur artistique : Satoru Miura
- Directeur de l'animation : Sachiko Oohashi
- Créateur original : Risa Itō, Shinichi Hanada, Takeshi Misokami
- Musique :
- Animation : Studio Gainax
- Nombre d'épisodes : 24 (x 9 minutes)

## Doublage
|                       | Japonais         | Français     |
| --------------------- | ---------------- | ------------ |
| Ebichu                | Kotono Mitsuishi | (non doublé) |
| propriétaire d'Ebichu | Michie Tomizawa  | (non doublé) |
| Kaishounachi          | Tomokazu Seki    | (non doublé) |
| Maa-kun               | Mitsuo Iwata     | (non doublé) |
| Narrateur             | Andy Holyfield   | (non doublé) |